# Canadanthus modestus
Canadanthus modestus là một loài thực vật có hoa trong họ Cúc. Loài này được (Lindl.) G.L.Nesom mô tả khoa học đầu tiên năm 1995.